# Cassius Marcellus Clay Sr.
Cassius Marcellus Clay (sinh 11/11/1912 - mất 8/2/1990) là bố của nhà vô địch ba lần người Mỹ Giải vô địch Đấu vật Hạng nặng Thế giới Muhammad Ali và Rudolph Valentino Clay, người bây giờ có tên là Rahman Ali. Ông là ông của Laila Ali. Ông cưới Odessa Lee O'Grady vào năm 1930 và làm với tư cách là một Họa sĩ và một Nhạc sĩ. Ông được miêu tả là "một người đẹp trai, hoạt bát, sôi nổi, có niềm mơ ước" và là một "người nghiện rượu, ăn mặc rất giống công tử của một người bố". Con trai ông Muhammad Ali miêu tả như "vũ công nổi tiếng ở Louisville".

## Tiểu sử
Clay sinh ra ở Quận Jefferson, Kentucky, con trai của Herman H. Clay (sinh: Tháng 3 năm 1876 - mất 1/2/1954) và Edith E.Greathouse (sinh: Tháng 12 năm 1890 - mất 30/12/1971). Ông có một người chị gái và bốn người em trai, bao gồm cả Nathaniel Clay. Ông bà nội của Clay là John Clay và Sallie Anne Clay. Chị gái của ông, Eva nói Sallie được sinh ra ở Madagascar. Tên ông được đặt sau khi nhà chính trị gia của Đảng Cộng hòa (Hoa Kỳ) và nhà chính trị theo chủ nghĩa bãi nô, Cassius Marcellus Clay, cũng từ bang Kentucky.
Clay sơn các bảng thông báo và biển báo. Ông cũng chơi piano, dạy các buổi học chơi piano và sáng tác nhạc. Vào khoảng năm 1933, ông cưới Odessa Lee O'Grady. Ông là một người nghiện rượu nặng, dẫn đến việc vướng vào tội lái xe ẩu, náo loạn nơi công cộng, và hành hung. Khi được hỏi vào năm 1970 lý do tại sao ông không tham gia vào Người Hồi giáo như con trai ông làm, ông nói: "Tôn giáo của tôi là sự tài năng của tôi, thứ mà luôn luôn ủng hộ tôi".
Clay qua đời vào tuổi 77 vào ngày 8 tháng 2 năm 1990, sau khi lên một cơn Nhồi máu cơ tim khi ông ra khỏi một cửa hàng bách hóa ở Quận Jefferson, Kentucky.

## Phác họa
Clay đã được phác họa lại bởi Arthur Adams trong bộ phim vào năm 1977, The Greatest và bởi Giancarlo Esposito vào năm 2001 và được chọn đạt Giải Oscar cho phim Ali.

## Links bên ngoài
- Cassius Marcellus Clay Sr. trên IMDb [1]Cassius Marcellus Clay Sr. at the Internet Movie Database